# Gülbahar Kültür
Gülbahar Kültür (* 1965 in Altınordu) ist eine türkische Schriftstellerin und DJ, die seit 1979 in Bremen lebt.
Die Arbeitsgebiete der sowohl in deutscher als auch in türkischer Sprache arbeitenden Autorin, die bereits 1977 in Istanbul einen Lyrikpreis erhielt, sind Lyrik, Kurzprosa, Märchen und Romane wie auch literarische Übersetzungen.
Daneben ist Kültür seit 1999 freie Mitarbeiterin des Funkhaus Europa des WDR im Bereich Moderation und Musikzusammenstellung. Seit 2002 ist sie auch beim Istanbuler „Açık Radyo“ tätig.  Für den türkischen Markt kompilierte sie auch CDs Made in Germany: mit einer Auswahl deutscher Musikproduktionen. Gülbahar Kültür hat mehr als zwei Dutzend Doppel-Sampler für das deutsche Label „Lola's World“ zusammengestellt und ist weltweit eine der bekanntesten weiblichen DJs für die Sparte „Orientalische Popmusik“.

## Bücher
- Laufend durchs Leben (1994)
- Sustuğun Yerde Kal (1997)
- Vermindert schuldfähig (2001)
- Rudolf und Destina (2002)
- Minyatürler (2013)
- Der Wortschatzräuber (2015)
- Bir Yangının Külünü (2015)
- Benim Adım Hiç (2019)